# Witold Kuncewicz

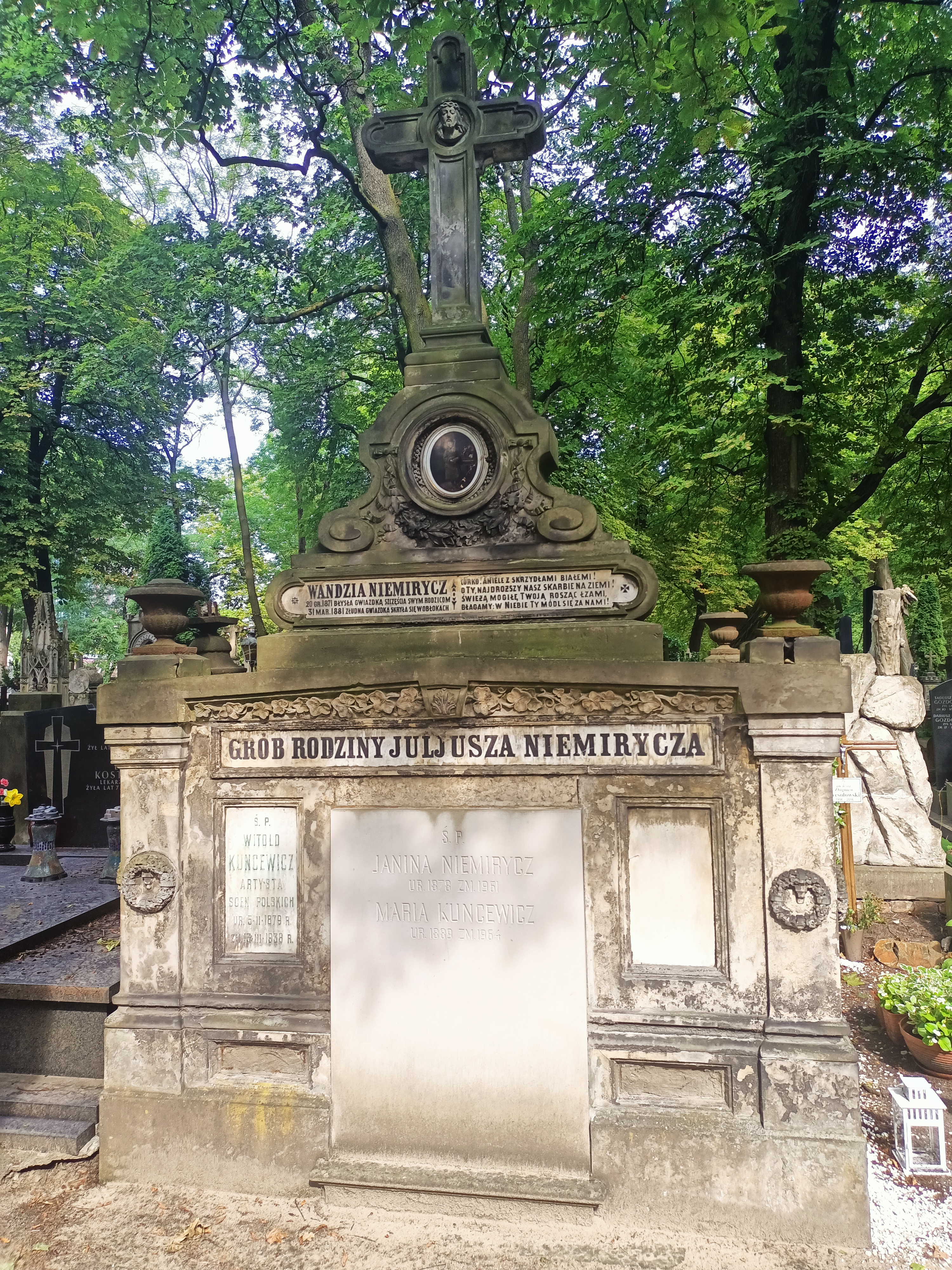
Grób Witolda Kuncewicza na Cmentarzu Powązkowskim

Witold Kuncewicz (ur. 5 lutego 1879, zm. 13 marca 1936 w Warszawie) – polski aktor i reżyser.

## Życiorys
Zadebiutował w 1896 roku w warszawskim teatrze ogródkowym Wodewil jako Azja w sztuce Pani Wołodyjowska. Występował w Lublinie (1896–1897, 1901), Busku-Zdroju (sezon 1897–1898), Łodzi (1900) i Częstochowie. W 1901 roku zamieszkał we Lwowie, gdzie grał i reżyserował w Teatrze Miejskim, a następnie w Teatrze Ludowym. Występował również w Teatrze Miejskim w Kaliszu. Zazwyczaj grał role amantów i pierwszych bohaterów.
Zmarł 13 marca 1936 roku. Został pochowany na cmentarzu Powązkowskim w Warszawie (kwatera 29 rząd 6, grób 11 i 12).